# Alaid
Der Vulkan Alaid (russisch Алаид) bildet die Kurilen-Insel Atlassow und ist der höchste und nördlichst gelegene Vulkan der gesamten Inselkette.
Der symmetrisch geformte Stratovulkan hat eine Höhe von 2339 Metern und der Gipfel wird durch eine Caldera mit einem Durchmesser von 1,5 Kilometern gebildet, welche im Süden durch eine breite Schneise aufgebrochen ist. Vom Grund des Ochotskischen Meeres hat die Vulkaninsel eine Höhe von über 3000 Metern. Mehrere pyroklastische Kegel befinden sich an der Nordwest- und Südost-Seite des Vulkans, einschließlich eines Kraters, welcher beim Ausbruch von 1933 bis 1934 entstand.
Starke explosive Eruptionen im Gipfelkrater ereigneten sich zu Beginn des 18. Jahrhunderts. Weitere explosive Ausbrüche in den Jahren 1790 und 1981 (Ausstoß von 0,55 Kubikkilometern Tephra) zählen zu den größten der Kurilen-Vulkane. Historische Aufzeichnungen belegen zudem große Eruptionen am 27. Juni 1854, vom 7. bis 9. Juli 1860, 1894, November 1933 bis August 1934, 29. März 1982, Mai 1986 sowie 3. Dezember 1996. Bei der mächtigen Eruption vom 18. Juni bis 11. September 1972 wurden 45 Millionen Kubikmeter Lava gefördert sowie 0,1 Kubikkilometer Tephra ausgestoßen.